# Riforma spirituale medievale
Il Medioevo fu un'epoca di forti contrasti storici, politici e culturali-spirituali: uno dei maggiori fu quello tra vita secolare (votata al successo nel mondo e nella società) e vita spirituale (votata alla santificazione, al rifiuto del valore delle cose e alla dedizione a Dio).
Nel Medioevo ebbe luogo, infatti, una poderosa riflessione religiosa, che può essere definita come riforma spirituale medievale e rappresenta un patrimonio di enorme importanza nel formarsi della cultura occidentale moderna, nella nascita del suo patrimonio artistico, nel suo assetto sociale, e nella struttura degli stati nazionali e dei governi. 
Accanto alla riflessione teologica che possiamo definire "accademica", trovano un posto rilevante diverse correnti di riflessione alternative all'ortodossia.
Tra eresia e santità i movimenti di rinnovamento spirituale attraversano la storia stessa d'Europa e si configurano a buon diritto come precursori della Riforma protestante e come terreno di origine per le riflessioni della successiva Riforma cattolica (o Controriforma).
I risultati della loro evoluzione e riflessione influenzarono le diverse chiese e posero le fondamenta della Riforma protestante. Non va inoltre dimenticato che una parte considerevole del contributo di riflessione e azione-contemplazione spirituale venne portata avanti da donne di estrazioni sociali e aree geografiche diverse, in secoli che il nostro immaginario tratteggia come esclusivo dominio dell'uomo.
Nei climi politici incerti dei vari stati alcuni movimenti vennero definiti eretici, altri santi e riformatori e spesso, con l'alternarsi di eventi politici e storici diversi, entrambe le cose.
Che un movimento fosse chiamato eretico  piuttosto che riformatore fu in molti casi dovuto al contesto storico e alla possibilità, da parte del movimento stesso, di portare pentimento, concordia e pacificazione nella società, piuttosto che rivoluzione e sovversione all'autorità.
Va inoltre detto che alcuni movimenti ebbero pensatori e teologi che articolarono un impianto intellettuale articolato e profondo, altri erano votati maggiormente a un rinnovamento da declinarsi nella semplice umiltà del lavoro quotidiano, altri ancora erano movimenti dall'ideologia non chiara e di tendenze abbastanza anarchiche e rivoluzionarie. 
Questa notevole disparità di caratteristiche fu probabilmente motivo di ulteriore confusione nel valutare la portata della loro influenza come benefica o malefica e le conseguenti repressioni o concessioni che la Chiesa del tempo ritenne di dover adottare nei loro confronti.
La distinzione tra eresia e rinnovamento fu, insomma, spesso influenzata decisivamente dall'impatto sociale che questo o quel movimento ebbe o che si ritenne avrebbe avuto. E, naturalmente, dall'appoggio che poté trovare presso le autorità religiose in primis, civili in secundis.
In tal senso è facile immaginare come i movimenti che espressero critiche aspre verso l'autorità religiosa e papale (come i Begardi e i Fraticelli) incontrarono scarsa fortuna e andarono incontro a violente persecuzioni, repressioni e torture. Uguale rifiuto patirono i movimenti che predicarono o indussero profonde modifiche del tessuto sociale (come i Fratelli del Libero Spirito).
Ciò premesso, possiamo tratteggiare alcuni movimenti di rinascita spirituale che fondarono alcuni dei capisaldi della fede cristiana d'Europa e che furono precorritori e fondatori dell'impianto ideologico tanto della Riforma protestante, quanto delle forme di devozione e di preghiera del Cattolicesimo dell'età moderna, quanto, infine, di valori etici che oggi appartengono più alla riflessione laica, che a quella religiosa teologica.

## I principi guida
I movimenti di rinnovamento spirituale furono diversi tra loro per genesi, evoluzione e contesto storico e sociale. Tuttavia possiamo tratteggiare i principi guida che espressero e quali aree concettuali successive influenzarono. Tra questi i più ricorrenti e importanti sono:
1. Ritorno alle origini della prima Chiesa. La comunità dei credenti e la chiesa stessa devono tornare alla semplicità e fede delle prime comunità cristiane, caratterizzate da costumi sobri, sana povertà, condivisione dei beni. Questo influenzò la Chiesa Cattolica nella nascita ed evoluzione di ordini religiosi come i Francescani, la Riforma Protestante nei suoi principi ed emerse con chiarezza nelle chiese riformate di tipo anabattista ed evangelico.
2. Ruolo centrale e cardine della figura di Cristo e del Suo sacrificio in croce. Il ruolo del Cristo come vittima espiatrice dei peccati portò verso riflessioni di rifiuto dei sacramenti, o di alcuni di essi, percepiti come resi inutili da questo sacrificio-sacramento supremo.
3. Prevalenza della Parola di Dio rispetto alla interpretazione di essa da parte della Chiesa, e stretta attinenza della vita cristiana agli insegnamenti del Vangelo.
4. Valore salvifico del Vangelo, che supera ogni altro mezzo di avvicinamento a Dio, o ne è il fondamento insostituibile.
5. Necessità, da parte del credente, di leggere, comprendere, studiare le Sacre Scritture. Questo influenzò le Chiese Protestanti votandole all'insegnamento e all'alfabetizzazione delle masse. E questo fattore contribuì in alcuni contesti storici ad una maggiore evoluzione delle società coinvolte.
6. Rapporto più diretto tra Dio e il Credente, con un'intermediazione da parte della Chiesa minore o quasi nulla.
7. Rifiuto dell'esteriorità e, in certa misura, della coralità da grandi masse dei gesti religiosi a favore di una spiritualità interiore, sobria, umile, nutrita di un rapporto diretto (o più diretto) del singolo con Dio.
8. Importanza fondamentale dello Spirito Santo come fonte privilegiata di ispirazione, illuminazione e guida.
9. Critica verso la Chiesa come struttura di strapotere dimentica della sua missione spirituale. Critica, conseguente, al Nicolaismo, l'abuso di potere ecclesiastico, allo sfarzo e alle sue conseguenze sociali come la vendita delle indulgenze e delle reliquie.
10. Liberazione del credente oppresso dal peccato tramite il rinnovamento spirituale e per grazia della possibilità di salvezza-liberazione portata dalla Grazia divina. Va notato che l'oppressione del credente non fu intesa solo come tormento derivante dal peccato proprio o altrui, ma anche come vera e propria vessazione politica del più forte sul più debole. Questo fattore non va trascurato poiché si riscontra come elemento concettuale portante delle numerose rivolte contadine che infiammarono il cuore dell'Europa, e che modificarono, in alcuni casi, il panorama sociale e politico di alcune realtà.

## Secolo XII-XIV: beghine e begardi
Il fenomeno delle Beghine fu uno dei primi, di cui si abbia memoria storica, in cui le donne furono dirette promotrici di un importante movimento religioso giunto sino ai giorni nostri.
Nasce nella Mitteleuropa del XII secolo dove le donne, spesso vedove di guerra o di malattia, non potendo per le circostanze avverse formarsi una famiglia propria, cominciarono a formare tra loro delle comunità, unendo le loro case e facendo vita in comune spesso sotto la guida spirituale di un sacerdote. I conventi femminili all'epoca non erano frequenti e poche erano le donne povere o di classe media che ne venivano accettate, poiché l'interesse del conventi era più rivolto alle figlie di famiglie ricche e potenti.
Le Beghine, dunque, formarono un modello di vita comune a parte: non erano suore, non rinunciavano alle loro proprietà, non pronunciavano i classici voti ufficiali di povertà, castità e obbedienza, potevano tornare alla vita laica quando volevano. Molte, tuttavia, facevano voto privato di castità.
Le comunità si chiamarono Beghinaggi e si evolverono all'aiuto delle donne sole o dei malati, reggendosi sul lavoro dei suoi membri, che non chiedevano la carità. Una comunità poteva arrivare a contare migliaia di elementi, che vivevano alla maniera che oggi definiamo di "suora laica". I beghinaggi ebbero una storia lunga che arriva sino a noi: tutt'oggi resistono 11 comunità in Belgio e 2 nei Paesi Bassi.
Le figure più note e influenti furono la mistica Maria di Oignies e l'eretica Marguerite Porete, che trovò la morte sul rogo. Quest'ultima, in particolare, fu autrice di un'opera mistica di cui la Chiesa ordinò la distruzione: il Miroir des simples âmes, o Specchio delle Anime Semplici. L'opera sopravvisse in un numero elevato di esemplari ed giunse fino ai giorni nostri influenzando numerosi pensatori, teologi o semplici anime in cammino.
Il movimento delle Beghine ebbe un certo appoggio informale dalla Santa Sede, che a più riprese lodò la scelta femminile di vivere una vita comune, semplice e dedita alla preghiera ed alla carità. Il Papato, tuttavia, non investì il movimento di una vera e propria approvazione ufficiale: i Beghinaggi, infatti, non si evolverono in conventi o in ordini religiosi, dunque non ebbero Priori o Regole che ne definissero le caratteristiche e cui l'approvazione della Santa Sede potesse riferirsi. Ciò contribuì a mantenere le caratteristiche inusuali del movimento, ma nei periodi storici più difficili e confusi costò a numerose Beghine l'accusa di eresia e le relative condanne: le stesse che colpirono la loro controparte maschile, i Begardi.
I Begardi erano predicatori erranti, figura comune nel periodo, che vivevano in povertà spostandosi di villaggio in villaggio denunciando gli abusi del clero, il Nicolaismo, e predicando un ritorno alle origini del Vangelo e delle prime comunità cristiane, povere e semplici.
A differenza delle Beghine, i Begardi attaccavano apertamente il clero denunciandone gli abusi, la vanità e lo strapotere che lo allontanava dalla sua missione spirituale. Ciò costò loro repressioni violente, che man mano che i movimenti di rinnovamento spirituale mostravano la loro azione centrifuga rispetto al Soglio Pontificio, aumentarono di numero e si inasprirono coinvolgendo anche le Beghine per indiretta conseguenza. Il culmine arrivò nel 1300 nel quadro dei numerosi scontri che i movimenti spirituali ebbero con papa Giovanni XXII.

## Secolo XIII-XIV: Francescani Spirituali e Fraticelli
Il movimento dei Francescani spirituali (detti anche Zeloti o Zelanti) ebbe un'origine remota già alla morte di san Francesco.  Alcuni frati, infatti, in contrapposizione con l'ala meno rigorista dell'Ordine (che spesso veniva chiamata semplicemente la Comunità), volevano mantenersi strettamente fedeli all'esempio di san Francesco, vivendo in assoluta povertà (sia come singoli, sia come conventi, sia come Ordine) e rinunciando ad ogni privilegio, soprattutto alle dispense, spesso concesse dal Papa, all'osservanza letterale della Regola. La corrente spirituale trovò una certa protezione soprattutto da parte di alcuni re e persino alcuni cardinali (ad esempio Napoleone Orsini), ma normalmente era osteggiata dalla maggioranza dei frati e da quasi tutti i papi del periodo (a eccezione di Celestino V che le concesse l'indipendenza dal resto dell'Ordine, poi annullata dal suo successore Bonifacio VIII, e in parte di papa Clemente V, che almeno inizialmente studiò delle soluzioni per recepire le istanze degli Spirituali).
Verso la metà del XIII secolo alcuni francescani più rigoristi scoprirono una singolare coincidenza tra le loro aspirazioni e le attese apocalittiche di Gioacchino da Fiore, che preannunciava l'avvento di un'era in cui lo Spirito Santo avrebbe guidato l'umanità e rivelato il senso più profondo delle Scritture al di là della loro interpretazione letterale. Secondo Gioacchino, nell'età dello Spirito sarebbe nata una Chiesa priva di gerarchia e guidata da "uomini spirituali": quei Francescani si riconobbero negli "uomini spirituali" attesi da Gioacchino, e addirittura cominciarono a produrre o rielaborare altre opere che attribuivano allo stesso Gioacchino (Commento al profeta Geremia, Liber de Flore, etc.).  Le teorie di Gioacchino da Fiore, anche se furono dichiarate eretiche dopo la sua morte, ebbero una diffusione quasi inarrestabile e influenzarono moltissimi movimenti ereticali del Medioevo.
I più noti Spirituali furono Pietro di Giovanni Olivi in Occitania, Raimondo Gaufridi, Guido da Mirepoix, Bartolomeo Sicardi e Ubertino da Casale.  Anche i cosiddetti Fratelli della Vita Povera di Angelo Clareno si possono ricondurre al movimento spirituale, e con gli Spirituali anche i Fratelli di Clareno condivisero molte persecuzioni: come le Beghine, i Francescani Spirituali furono aspramente perseguitati da papa Giovanni XXII che, nella prima metà del Trecento, incaricò della repressione di entrambi il temuto inquisitore Bernardo Gui. Con le lettere bollate Quorundam exigit, Sancta Romana e Gloriosam Ecclesiam, tra 1317 e 1318 gli Spirituali vennero sospinti nell'area dell'eresia e da quel momento spesso furono condannati al rogo.  Alcune frange spirituali continuarono a sopravvivere, soprattutto in Toscana e Italia meridionale, dove ricevevano il nome di Fraticelli.
Talvolta vengono erroneamente equiparati agli Spirituali anche i Michelisti, rimasti fedeli al ministro generale Michele da Cesena dopo la sua fuga da Avignone e la conseguente deposizione, ma si può affermare che si tratta di due correnti radicalmente differenti.  Anche il movimento dell'Osservanza va tenuto distinto da quello degli Spirituali: sorti verso la metà del XIV secolo, gli Osservanti rimasero sempre fedeli al Papato e non assunsero i toni polemici e apocalittici che spesso avevano caratterizzato i loro confratelli rigoristi del secolo precedente; gli Osservanti sopportarono pazientemente le ostilità del resto dell'Ordine (i Conventuali), sino al 1517 quando ottennero un importante riconoscimento da papa Leone X. Alla fine del XIX secolo i diversi rami dell'Osservanza confluirono nell'Ordine dei Frati Minori.

## Secolo XII-XIV: Fratelli del Libero Spirito
I Fratelli del Libero Spirito nacquero nel 1100 nella Francia Settentrionale, nei Paesi Bassi, in Boemia e in Italia. Professavano la presenza della Spirito Santo che li pervadeva, rendendoli puri e "incapaci di peccare" secondo il detto di San Paolo: Tutto è puro per i puri (Lettera a Tito 1,15). In tal senso si ritenevano svincolati dall'autorità ecclesiastica e, secondo i loro detrattori, anche da molte norme di comportamento morale: in particolare vennero più volte accusati di lussuria, licenziosità e atti contrari al matrimonio. Anch'essi, come altri, furono influenzati dalle teorie di Gioacchino da Fiore, ma una vera e propria teorizzazione dell'ideologia o mancò o non ci è pervenuta. Il movimento vide gruppi spaiati di persone di estrazioni diverse (uomini, donne, bambini) vivere in una sorta di comunità che venne accusata di consistere, fondamentalmente, in un gruppo di ribelli licenziosi e in perenne lotta contro le autorità. Considerato tra i più eversivi e caotici, fu represso duramente e definitivamente condannato da Papa Clemente V (1305-1314) nella bolla Dilectus Domini del 1311. Dal movimento derivò quello detto della Libera Intelligenza.

## Secolo XIV: Libera Intelligenza o Uomini di Intelligenza
Il movimento ebbe maggior articolazione dottrinale rispetto a quello dei Fratelli del Libero Spirito e trasse larga parte delle sue teorie da quelle di Gioacchino da Fiore, di Amaury di Béne e Davide di Dinant.
La Libera Intelligenza sembra essere stata fondata nel 1350 da una donna, Bloemardinne di Bruxelles, che affermò che già in vita si poteva raggiungere uno stato di grazia divina tanto assoluto da essere puri al di sopra delle cose e delle azioni, in linea con il pensiero di San Paolo che emerge nella Lettera a Tito 1,15 (Tutto è puro per i puri). La dottrina venne chiamata dell'Amore Serafico e venne da molti detrattori definita di amore libero e immorale.
Il movimento rifiutava i sacramenti poiché riteneva che il sacrificio di Cristo sulla Croce li rendesse superflui. In tal senso rifiutavano la Confessione (e conseguentemente il valore dell'assoluzione) e ritenendo che Dio fosse presente in ogni cosa secondo le teorie panteistiche di Béene e Dinant, e che non avesse quindi senso sostenere la Sua presenza nell'Ostia.
Gli uomini di Intelligenza ritenevano di essere pervasi di Spirito Santo, che li rendeva capaci di interpretare le Sacre Scritture meglio della Chiesa ufficiale e di risorgere come esseri spirituali. Alcuni aderenti predicavano, inoltre, la totale comunione dei beni: le cronache del tempo riportano che il movimento si macchiò, in tal senso, di abusi poiché le donne erano considerate incluse nella comunione e si dice non potessero rifiutarsi di unirsi in atti sessuali considerati come preghiere. Come altri movimenti del tempo venne perseguitato e represso. Quest'ala, che potremmo definire "comunionaria", si unì successivamente ai Taboriti, frangia estremista e rivoluzionaria degli Hussiti.

## Secolo XIV- epoca moderna: I Fratelli della Vita Comune e laDevotio Moderna
Nei Paesi Bassi del 1300 prese corpo il movimento dei Fratelli della Vita Comune, fondato da Geert De Groote.
Il movimento, che auspicava un rinnovamento profondo della vita cristiana, si concretizzò in alcune comunità che conducevano una vita semplice, provvedendo alle necessità della comunità tramite il loro lavoro. Il loro scopo era quello di coltivare la propria vita interiore. In tal senso si dedicavano alla preghiera, allo studio e all'insegnamento delle scritture, del latino e della letteratura.
Approvato dalla Santa Sede, poté evitare le accuse di eresia che gli furono dirette.
Il movimento produsse L'Imitazione di Cristo, un'opera destinata ad aiutare il cammino di rinnovamento interiore dei cristiani.